# Vashti
La reine Vashti est un personnage du livre d'Esther. Au début du récit, elle est l'épouse du roi de Perse, Assuérus, avant d'être répudiée pour avoir refusé de se présenter devant lui et ses convives lors d'un festin.
Pour la remplacer, les conseillers d'Assuérus organisent une sélection parmi les jeunes filles du royaume. Esther est choisie par Assuérus pour devenir sa nouvelle reine.

## Postérité

### Littérature
- Pierre Matthieu, dramaturge jésuite du XVIe siècle, en a fait une tragédie.
- Renée Vivien, « Le Voile de Vashti » dans La Dame à la louve (1904).
- Nelly Sanchez, "Vashti", in Revue A littérature-action, n°16-17, Mars-A éditions, 2023, p. 276-278.

### Arts graphiques
- Le bannissement de Vashti, Paolo Veronese, 1556
- La Reine Vashti refusant d'obéir aux ordres d'Assuérus - Illustration de Gustave Doré pour la Bible, 1866
- Vashti refusant l'ordre du roi - Edwin Long, 1879
- Vashti répudiée, Ernest Normand, 1890

### Art contemporain
- Vashti figure parmi les 1 038 femmes référencées dans l'œuvre d’art contemporain The Dinner Party (1979) de Judy Chicago. Son nom y est associé à Judith[1],[2].

## Galerie

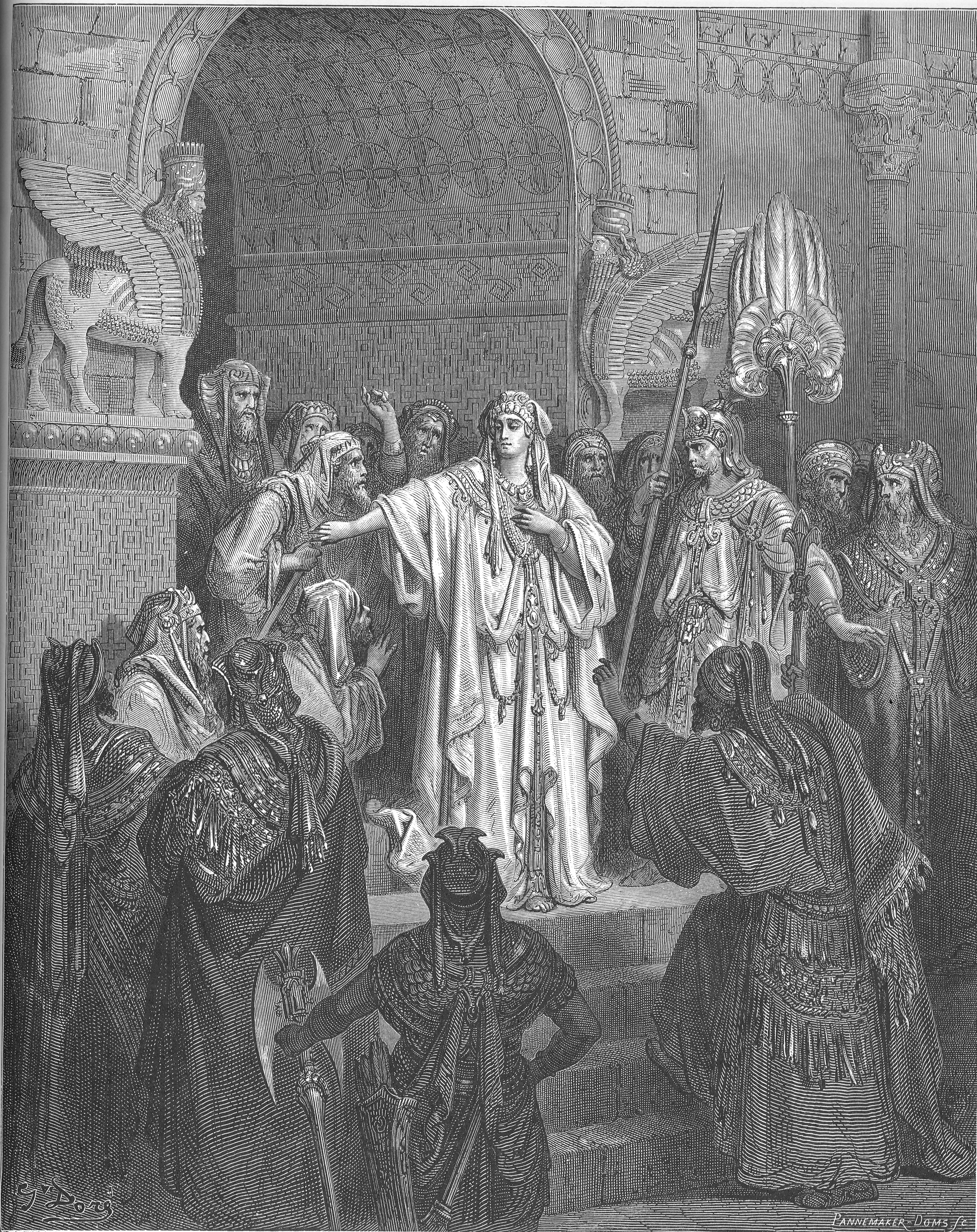
La Reine Vashti refusant d'obéir aux ordres d'Assuérus par Gustave Doré.
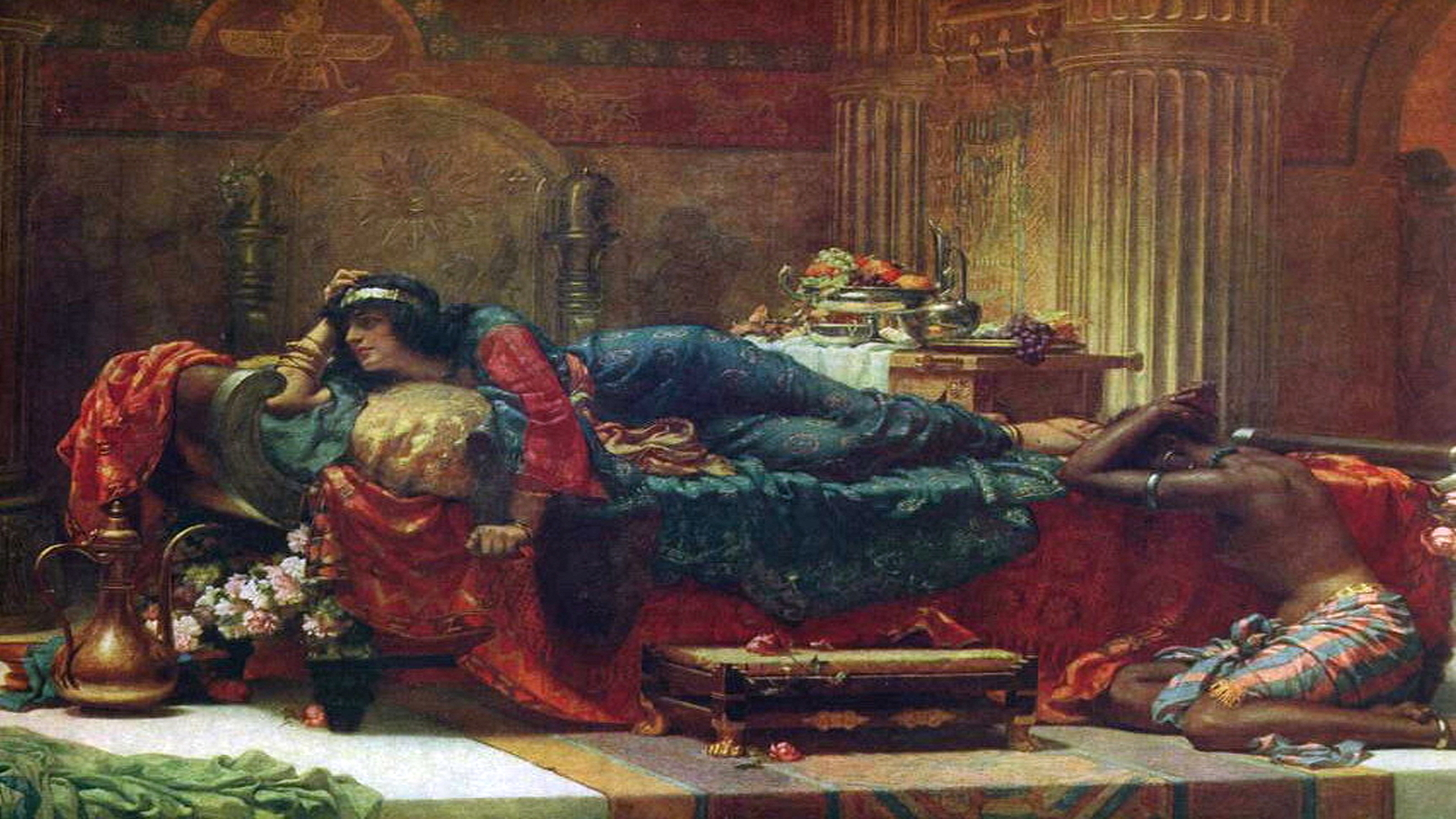
Vashti répudiée par Ernest Normand.
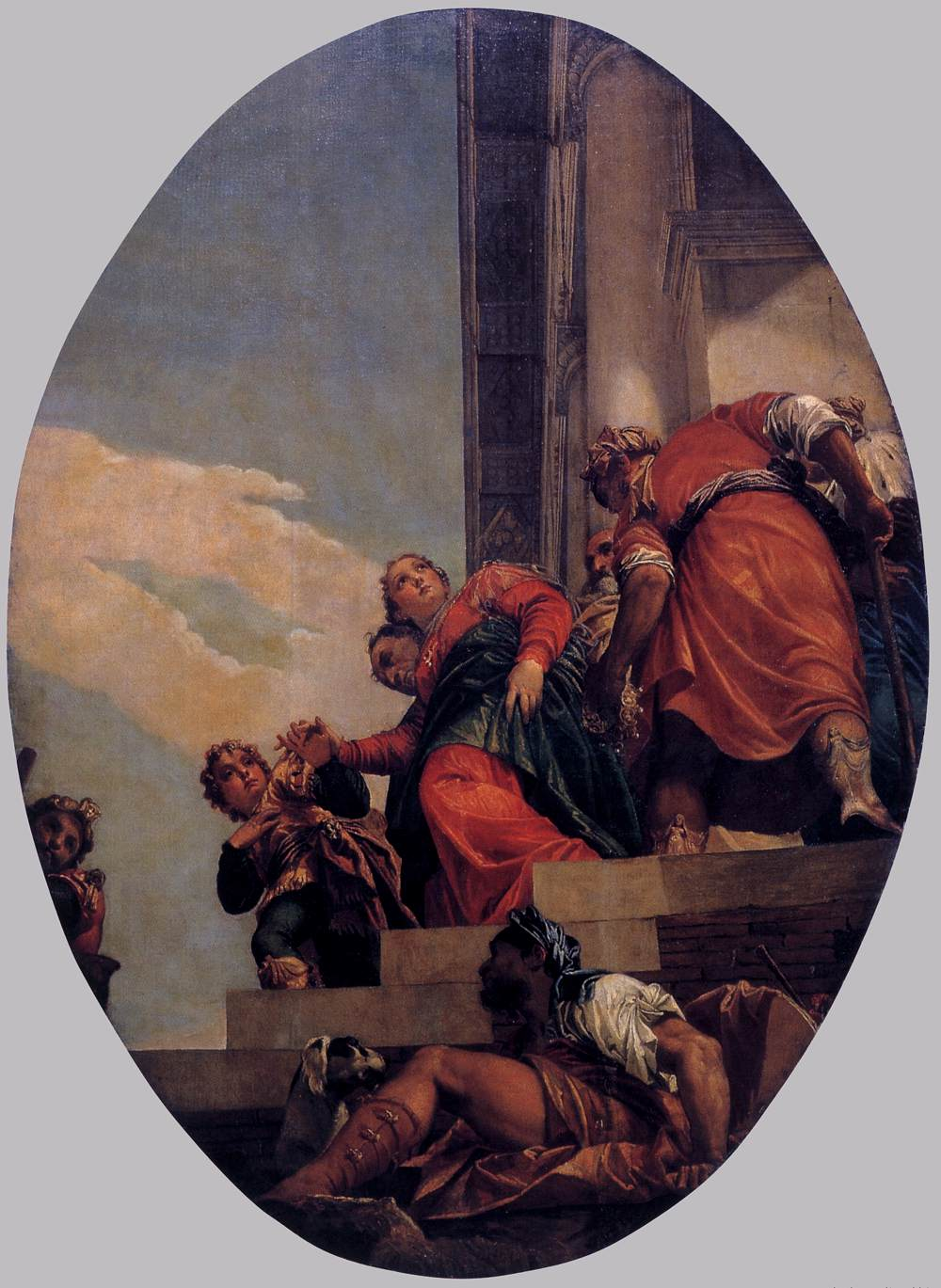
Le bannissement de Vashti par Paolo Veronese.